# حديقة مانجيتي الوطنية
حديقة مانجيتي الوطنية (بالإنجليزية: Mangetti National Park)‏ هي حديقة وطنية تقع في شمال ناميبيا. تأسست الحديقة عام 2008 وتبلغ مساحتها 420 كم².